# Die drei Federn (2014)
Die drei Federn ist ein deutscher Märchenfilm von Su Turhan aus dem Jahr 2014. Er beruht auf dem gleichnamigen Märchen der Brüder Grimm und wurde vom BR für die ARD-Reihe Sechs auf einen Streich produziert.

## Handlung
Fürst Gundolf, des Regierens müde, sucht einen Nachfolger unter seinen Söhnen. Er verspricht seinem Hofmeister Julius, nur demjenigen seiner Söhne sein Zepter zu übergeben, der den feinsten Teppich nach Hause bringt. Seine älteren Söhne Gerhard und Gebhard sind fest davon überzeugt, diese Aufgabe zur Zufriedenheit ihres Vaters lösen und ihm den feinsten Teppich nach Hause bringen zu können. Von den Fähigkeiten ihres jüngeren Bruders Gustav halten sie nichts, überschütten ihn mit Spott und schimpfen ihn „Dummling“. Damit die Brüder nicht in derselben Richtung suchen, wirft Fürst Gundolf drei Federn seines ausgestopften geliebten Falken in die Luft.
Während Gerhard und Gebhard den Federn nach Osten und Westen folgen, folgt Gustav der Feder in den Wald bis zu einer kleinen Höhle. Dort begegnet er der sprechenden Kröte Itsche, welche er zehn Jahre zuvor vor dem Kochtopf des Fürstenkochs gerettet hat. Gustav spricht vor Itsche den Wunsch nach dem schönsten Teppich aus, sie spricht einen Zauberspruch, und es öffnet sich eine Kiste mit dem feinsten Teppich. Diesen bringt Gustav zu seinem Vater nach Hause. Währenddessen haben sich Gerhard und Gebhard auf der anderen Seite des Waldes an einem Denkmal getroffen und sind gemeinsam ins Wirtshaus des nahe gelegenen Dorfes gezogen, um sich dort mit Bier zu vergnügen. Sie sind fest davon überzeugt, dass ihr Bruder Gustav im Wald keinen schönen Teppich findet und schließen einen Pakt, dass, wenn Gerhard Fürst wird, Gebhard weiterhin bei ihm fürstlich leben kann. Auf dem Weg zum Wirtshaus raubt Gerhard einer ärmlichen Untertanin einen alten roten Vorhang, welchen er als Teppich ausgibt und seinem Vater als Geschenk bringt. Als der Vater den zerschliessenen Vorhang der älteren Brüder und Gustavs Teppich kurz nacheinander bekommt, entscheidet er sich für Gustavs Teppich. Doch Julius rät ihm, allein davon nicht die Entscheidung abhängig zu machen.
Am nächsten Tag, es ist der Tag vor Fürst Gundolfs 60. Geburtstag, gibt der Fürst seinen Söhnen eine neue Aufgabe auf. Diesmal sollen sie ihm den schönsten Ring bringen. Die Wege weisen ihnen erneut drei Federn, von denen zwei Gerhard und Gebhard wieder zusammen zum Denkmal führen und Gustav in den Wald zur Kröte Itsche. In der festen Überzeugung, Gustav werde im Wald schon keinen Ring finden, gehen Gerhard und Gebhard wieder ins Wirtshaus. Während Gebhard fürstlich speist, besorgt Gerhard einen Ring, indem er ihn einem alten Mann von der Pfeife stiehlt. Gustav folgt währenddessen seiner Feder wieder in den Wald. Dort trifft er am Fluss ein blondes, barfüßiges junges Mädchen, das ein hellgrünes Kleid und einen dunkelgrünen Umhang mit Kapuze trägt. Auf ihrem Schoß sitzt ein schwarz-weiß geschecktes Kaninchen. Gustav gesellt sich zu ihr und die beiden beginnen ein Gespräch über das Kaninchen. Es stellt sich heraus, dass Gustav dieses Kaninchen damals aufgezogen hat und sein Vater es anlässlich seines 60. Geburtstages nun zubereiten lassen wollte. Das blonde Mädchen hatte dies verhindert, indem es dem Koch das Kaninchen kurz vor dem Schlachten gestohlen hatte. Als ein Wächter des Fürsten vorbeikommt, verrät Gustav das blonde Mädchen nicht an ihn, dennoch möchte sie Gustav weder ihren Namen verraten noch ihr Gesicht zeigen. Beide übergeben das Kaninchen in die Freiheit des Waldes, und Gustav zieht zur Kröte Itsche weiter. Er dankt ihr für den Teppich und äußert nun den Wunsch nach dem Ring. Daraufhin öffnet Itsche ihr Maul, und ein dicker mit Diamanten und Brillanten geschmückter Goldring, der wie ein Sonnenstrahl glänzt, präsentiert sich auf ihrer Zunge. Gustav nimmt ihn mit und bringt ihm seinem Vater, der erbost über den Ring ist, den er von Gerhard bekommen hat, da er diesen mit den Fingern hat verbiegen können. Von Gustavs Ring ist er dagegen so begeistert, dass sein Herz beinahe vor Glück stehen bleibt. Doch Gustavs Brüder und Julius überzeugen ihn erneut, dass er Gustav nicht ernennen soll.
Bald darauf stellt Julius an der Seite des ruhenden Fürsten eine letzte Aufgabe. Diesmal soll die schönste Braut gefunden werden. Wer sie bringt, soll Fürst werden. Julius wirft drei Federn in den Wind, und die zwei Federn nach Ost und West führen Gerhard und Gebhard wieder zum Denkmal, und die dritte Feder führt Gustav wieder in den Wald. Während nun Gerhard zwei ordinäre Bauerntöchter für sich und seinen Bruder erwählt, sucht Gustav die Kröte auf und erklärt ihr den dritten Wunsch seines Vaters. Jedoch hat er selbst diese Aufgabe schon halb gelöst, da er das blonde, barfüßige junge Mädchen in grünem Kleid und Umhang, das er zuvor am Fluss getroffen hat, im Sinn hat. Mit einem Zauber führt die Kröte Itsche ihn zu ihr und die beiden reiten auf einem braunen Ross zum fürstlichen Vater Gundolf. Nachdem diesen die wenig reizvollen Bräute seiner älteren Söhne wenig überzeugen konnten, ist er entzückt von dem blonden, barfüßigen jungen Mädchen in grünem Kleid an Gustavs Seite. Ein letztes Mal versuchen Gustavs Brüder und Julius, den Fürsten gegen Gustav aufzubringen, und Julius behauptet, die Schönheit an Gustavs Seite stamme nicht aus des Fürsten Reich. Doch als sie erklärt, dass sie aus dem Wald zwischen Schloss und Dorf komme, verkündet Fürst Gundolf, dass Gustav alle drei Aufgaben zu seiner Zufriedenheit erfüllt habe. Den intriganten Hofmeister Julius sowie Gerhard und Gebhard schickt Fürst Gundolf zum Arbeiten in den Pferdestall und lässt seinen Sohn Gustav als seinen Nachfolger auf dem Thron Platz nehmen. In der Schlussszene sieht man Gustav und Barbara lange Hand in Hand vor dem Fürstenschloss tanzen.

## Produktionsnotizen
Die Dreharbeiten fanden vom 19. August 2014 bis zum 5. September 2014 in Coburg und Ansbach statt. Weitere Aufnahmen entstanden im Wasserschloss Mitwitz im Landkreis Kronach sowie im Fränkischen Freilandmuseum Bad Windsheim und im Forst Steinachtal bei Stadtsteinach.
Die Fernseh-Erstausstrahlung des Films erfolgte am 26. Dezember 2014.

## Kritik
Tittelbach.tv findet: „„Die drei Federn“ von Su Turhan ist ein leichtfüßig erzählter, vor allem aber leichtgewichtiger Märchenfilm nach einer schmalen, eher unbekannten Erzählung der Gebrüder Grimm. Turhan hat die Geschichte den dramaturgischen Ansprüchen an einen 60-Minüter angepasst – plot- & charaktertechnisch dünn bleibt sie dennoch. Für Erwachsene ist dieser Märchenfilm mit seinen Albernheiten, der wenig inspirierten Geschichte, der eher unterdurchschnittlichen Besetzung und der wenig nachhaltigen Inszenierung gewöhnungsbedürftig.“